# 거인족의 신부
《거인족의 신부》(巨人族の花嫁)는 ITKZ가 원작한 일본의 성인 만화이다. 2019년 3월 27일부터 ComicFesta에 전자 코믹에서 연재 중이다.

## 줄거리
남자 고교생인 미즈키 코이치는 졸지에 다른 세계로 소환되고 만다. 그곳은 자신보다 훨씬 큰 거인이 사는 나라이며, 그 첫 왕자인 카이우스로부터 「신부가 되어달라」는 프러포즈를 받는다.

## TV 애니메이션
단행본 1권 발매와 동시에 애니메이션화가 발표되어, 2020년 7월부터 8월까지 도쿄 MX에서 5분간의 단편 애니메이션로서 방영(전 9화). 다른 ComicFesta 애니메와 마찬가지로 통상판과 연령 제한이 있는 완전판이 존재하며 완전판은 애니메Zone 독점 착신된다.